# Anna Błasiak
Anna Błasiak (ur. 26 lipca 1974) – polska tłumaczka, poetka, historyczka sztuki.
Studiowała historię sztuki na Uniwersytecie Warszawskim, filmoznawstwo na Uniwersytecie Jagiellońskim i zarządzanie instytucjami kultury na Uniwersytecie Londyńskim. W przeszłości pracowała w muzeach i radiu, redagowała pisma kulturalne, pisała o sztuce filmie i teatrze. Członkini Stowarzyszenia Tłumaczy Literatury. Współtworzy European Literature Network w Wielkiej Brytanii. Jest jedną z redaktorek Babińca Literackiego.
Finalistka VIII konkursu poetyckiego im. J. Różewicza w 2016 r., konkursu na tom poetycki Dużego Formatu w 2017 oraz XI Konkursu na Autorską Książkę Literacką – Świdnica 2018. Uczestniczka II Międzynarodowego Festiwalu "Literatura do Poznania" w 2024 roku, organizowanego przez Stowarzyszenie Pisarzy Polskich, Oddział Wlkp. w Poznaniu. Nominowana w 2023 roku do nagrody EBRD Literature Prize za przekład książki Macieja Hena According to Her. Za przekład Psalmu do Świętej Sabiny Radosława Wiśniewskiego otrzymała w 2025 roku nagrodę Andrew Singer Prize for Verse magazynu Trafika Europe. Ten sam magazyn nominował do nagrody Prize for Prose jej przekład fragmentu powieści graficznej Daniela Odii i Wojciecha Stefańca Stolp.
Przełożyła ponad 40 książek z angielskiego na polski (przede wszystkim prozę dla dzieci i młodzieży), a także kilka pozycji z polskiego na angielski – m.in. prozę Mariusza Czubaja, Wioletty Grzegorzewskiej, Jana Krasnowolskiego, Kai Malanowskiej, Daniela Odii, Anny Augustyniak, Mirki Szychowiak, Irit Amiel, Reni Spiegel i Macieja Hena. Tłumaczyła także poezję, m.in. (na język polski) wiersze Marii Jastrzębskiej, Mary O'Donnell, Nessy O'Mahony, Martiny Evans i innych poetek anglojęzycznych. Na język angielski przełożyła m.in. wiersze Mirki Szychowiak, Radosława Wiśniewskiego, Edwarda Pasewicza, Rafała Gawina, Joanny Fligiel, Anety Kamińskiej i Łucji Dudzińskiej.
W listopadzie 2020 roku opublikowany został jej wywiad-rzeka z Lili Stern-Pohlmann pt. Lili. Lili Stern Pohlmann in conversation with Anna Blasiak (Holland House Books).
Autorską poezję publikowała po polsku m.in. w kwartalniku „sZAFa”, „Helikopterze”, „Obszarach Przepisanych”, natomiast po angielsku w Ink „Sweat & Tears”, „The Queer Riveter”, „Poetry Wales” i „Modern Poetry in Translation”. Publikowana także w kilku polsko-, angielsko- oraz rumuńskojęzycznych antologiach, w tym 111. Antologii Babińca Literackiego 2016–2019 (Fundacja Duży Format, Warszawa 2020). Tłumaczona również na turecki, hiszpański i słoweński.

## Twórczość
Poezja:
- Kawiarnia przy St. James’s Wrena w porze lunchu / Café by Wren's St James-in-the-Fields, Lunchtime, wyd. Stowarzyszenie Żywych Poetów 2020 (Polska) oraz Holland House Books (Wielka Brytania)

- Rozpętanie / Deliverance, Wyd. Stowarzyszenie Pisarzy Polskich oddział w Łodzi 2024 (Polska) oraz Holland House Books (Wielka Brytania)